# Barton-upon-Humber
Barton-upon-Humber är en stad och civil parish (benämnd Barton) i grevskapet Lincolnshire i England. Staden ligger i distriktet North Lincolnshire vid flodmynningen Humber, 50 kilometer norr om Lincoln. Tätorten (built-up area) hade 11 066 invånare vid folkräkningen år 2011. Barton-upon-Humber nämndes i Domedagsboken (Domesday Book) år 1086, och kallades då Bertone/Bertune.